# Generali Open Kitzbühel 2022
Generali Open Kitzbühel 2022 là một giải quần vợt thi đấu trên mặt sân đất nện ngoài trời. Đây là lần thứ 78 giải Austrian Open Kitzbühel được tổ chức, và là một phần của World Tour 250 trong ATP Tour 2022. Giải đấu diễn ra tại Tennis stadium Kitzbühel ở Kitzbühel, Áo, từ ngày 25 đến ngày 31 tháng 7 năm 2022.

## Điểm và tiền thưởng

### Phân phối điểm
| Sự kiện | VĐ  | CK  | BK | TK | Vòng 1/16 | Vòng 1/32 | Q  | Q2 | Q1 |
| Đơn     | 250 | 150 | 90 | 45 | 20        | 0         | 12 | 6  | 0  |
| Đôi     | 250 | 150 | 90 | 45 | 0         | —         | —  | —  | —  |

### Tiền thưởng
| Sự kiện | VĐ      | CK      | BK      | TK      | Vòng 1/16 | Vòng 1/32 | Q2     | Q1     |
| Đơn     | €81,310 | €47,430 | €27,885 | €16,160 | €9,380    | €5,730    | €2,870 | €1,565 |
| Đôi*    | €28,250 | €15,110 | €8,860  | €4,950  | €2,920    | —         | —      | —      |

*mỗi đội

## Nội dung đơn

### Hạt giống
| Quốc gia | Tay vợt               | Xếp hạng1 | Hạt giống |
| -------- | --------------------- | --------- | --------- |
| NOR      | Casper Ruud           | 5         | 1         |
| ITA      | Matteo Berrettini     | 15        | 2         |
| ESP      | Roberto Bautista Agut | 19        | 3         |
|          | Aslan Karatsev        | 37        | 4         |
| ESP      | Albert Ramos Viñolas  | 40        | 5         |
| NED      | Tallon Griekspoor     | 47        | 6         |
| ESP      | Pedro Martínez        | 52        | 7         |
| POR      | João Sousa            | 58        | 8         |
| ITA      | Lorenzo Sonego        | 60        | 9         |
| FRA      | Richard Gasquet       | 64        | 10        |

- 1 Bảng xếp hạng vào ngày 18 tháng 7 năm 2022.[2]

### Vận động viên khác
Đặc cách:
- Nicolás Jarry
- Filip Misolic
- Jurij Rodionov

Bảo toàn thứ hạng:
- Dominic Thiem

Vượt qua vòng loại:
- Hernán Casanova
- Vít Kopřiva
- Gerald Melzer
- Sebastian Ofner

Thua cuộc may mắn:
- Daniel Dutra da Silva
- Ivan Gakhov
- Vitaliy Sachko
- Alexander Shevchenko

### Rút lui
- Matteo Berrettini → thay thế bởi  Alexander Shevchenko
- Alejandro Davidovich Fokina → thay thế bởi  Juan Pablo Varillas
- Márton Fucsovics → thay thế bởi  Daniel Dutra da Silva
- Tallon Griekspoor → thay thế bởi  Ivan Gakhov
- Gaël Monfils → thay thế bởi  Jiří Lehečka
- Oscar Otte → thay thế bởi  Carlos Taberner
- Arthur Rinderknech → thay thế bởi  Thiago Monteiro
- Casper Ruud → thay thế bởi  Vitaliy Sachko

## Nội dung đôi

### Hạt giống
| Quốc gia | Tay vợt        | Quốc gia | Tay vợt          | Xếp hạng1 | Hạt giống |
| -------- | -------------- | -------- | ---------------- | --------- | --------- |
| GER      | Tim Pütz       | NZL      | Michael Venus    | 26        | 1         |
| IND      | Rohan Bopanna  | NED      | Matwé Middelkoop | 44        | 2         |
| GER      | Kevin Krawietz | GER      | Andreas Mies     | 60        | 3         |
| BEL      | Sander Gillé   | BEL      | Joran Vliegen    | 100       | 4         |

- 1 Bảng xếp hạng vào ngày 18 tháng 7 năm 2022.

### Vận động viên khác
Đặc cách:
- Lukas Neumayer /  Sebastian Ofner
- Neil Oberleitner /  Jurij Rodionov

Thay thế:
- Jonathan Erlich /  João Sousa

### Rút lui
- Rohan Bopanna /  Matwé Middelkoop → thay thế bởi  Jonathan Erlich /  João Sousa
- Nikola Ćaćić /  Dušan Lajović → thay thế bởi  Nikola Ćaćić /  Treat Huey
- Marcel Granollers /  Pedro Martínez → thay thế bởi  Pedro Martínez /  Lorenzo Sonego

## Nhà vô địch

### Đơn
- Roberto Bautista Agut đánh bại  Filip Misolic, 6–2, 6–2

### Đôi
- Pedro Martínez /  Lorenzo Sonego đánh bại  Tim Pütz /  Michael Venus, 5–7, 6–4, [10–8]